# Ciuperceni (Cosmești), Teleorman
Ciuperceni este un sat în comuna Cosmești din județul Teleorman, Muntenia, România. Se află în partea de est a județului, în Câmpia Găvanu-Burdea. La recensământul din 2002 avea o populație de 1.105 locuitori.